# إليك بريغز
إليك بريغز (بالإنجليزية: Alec Briggs)‏ (21 يونيو 1939 - ) هو لاعب كرة قدم بريطاني في مركز قلب الدفاع. لعب مع نادي بريستول سيتي.